# ماري مينارد دالي
ماري مينارد دالي (بالإنجليزية: Marie Maynard Daly)‏ (ولدت في 16 أبريل عام 1921 وتوفيت في 28 أكتوبر عام 2003). كانت مختصة أمريكية في علم الكيمياء الحيوية. كانت أول امرأة أمريكية أفريقية تحصل على درجة الدكتوراه في الكيمياء (حازت عليها من جامعة كولومبيا في عام 1947). قدمت دالي مساهمات في أربعة مجالات من الأبحاث: كيمياء الهستونات، وتخليق البروتين، والعلاقة بين الكولسترول وارتفاع ضغط الدم، وامتصاص الكرياتين من قبل الخلايا العضلية.
هاجر والد دالي، إيفان سي. دالي، من جزر الهند الغربية البريطانية، وعمل كاتب اتصالات بريدية وتزوج في النهاية من هيلين بيج من واشنطن العاصمة. عاش الزوجان في مدينة نيويورك، وولدت ماري ونشأت في كورونا، كوينز. غالبا ما كانت تزور أجدادها في واشنطن، حيث كان بإمكانها القراءة حول العلماء وإنجازاتهم في مكتبة جدها الواسعة. تأثرت بشكل خاص بكتاب بول دي كريف «صائدو المكروب»، الذي كان له الأثر في قرارها بأن تصبح عالمة.
تأثر شغف دالي بالعلم بوالدها، الذي التحق بجامعة كورنيل بنيّة أن يصبح كيميائيًا، ولكنه لم يتمكن من إكمال تعليمه بسبب غياب التمويل. أكملت الفتاة وصية والدها من خلال تخصصها في مجال الكيمياء. بعد سنوات لاحقة، أحدث صندوقًا لتمويل منح دراسية في كلية كوينز على شرف والدها لمساعدة طلاب الأقليات المتخصصين في الكيمياء أو الفيزياء.

## تعليمها
التحقت دالي بمدرسة هنتر الثانوية، وهي مدرسة ثانوية مخبرية للبنات تديرها كلية هنتر، حيث تشجعت أيضًا على متابعة دراستها في مجال الكيمياء. التحقت بكلية كوينز، وهي مدرسة صغيرة جديدة نوعا ما في فلاشينغ، نيويورك. عاشت في المنزل لتوفير المال وتخرجت بدرجة امتياز من كلية كوينز مع شهادة البكالوريوس في الكيمياء عام 1942. بعد تخرجها، سُميت باحثة في كلية كوينز، وهو شرف يمنح لأعلى 2.5% من طلاب صف التخرج.
مكّن نقص العمالية والحاجة إلى علماء لدعم جهود الحرب دالي من الحصول على زمالات للدراسة في جامعة نيويورك وجامعة كولومبيا لدرجتي الماجستير والدكتوراه على التوالي.
عملت دالي مساعدة مختبر في كلية كوينز أثناء دراستها في جامعة نيويورك للحصول على درجة الماجستير في الكيمياء، والتي أكملتها في عام 1943. أصبحت بعد ذلك أستاذة كيمياء في كلية كوينز والتحقت في برنامج الدكتوراه في جامعة كولومبيا تحت إشراف الدكتورة ماري إل. كالدويل. ساعدت كالدويل، التي كان تملك درجة دكتوراه في التغذية، دالي على اكتشاف كيف تساهم المواد الكيميائية المنتجة في الجسم في هضم الطعام. أكملت دالي أطروحة بعنوان «دراسة عن المنتجات المتشكلة من خلال عمل الأميلاز البنكرياسي على نشا الذرة» لتحصل على درجة الدكتوراه في الكيمياء عام 1947 وتكون أول أمريكية أفريقية تحصل على الدكتوراه من جامعة كولومبيا.

## مسيرتها المهنية
عملت دالي مدرّسة للعلوم الطبيعية في جامعة هاورد بين عامي 1947 و1948 بينما كانت تجري في نفس الوقت أبحاثُا تحت إشراف هيرمان برانسون. بعد حصولها على منحة من الجمعية الأميركية للسرطان لدعم بحوثها لما بعد الدكتوراه، انضمت إلى الدكتور إيه. إي. ميرسكي في معهد روكفيلر، حيث درسوا نواة الخلية ومكوناتها. في ذلك الوقت، لم تكن بنية ووظائف الحمض النووي «دي إن إيه» مفهومة بعد.
بدأت دالي العمل في كلية الأطباء والجراحين في جامعة كولومبيا عام 1955. وبالتنسيق مع الدكتور كوينتن بي. ديمنغ، درست الأيض الشرياني. واصلت عملها ذاك كأستاذة مساعدة للكيمياء الحيوية والطب في كلية ألبرت أينشتاين للطب في جامعة يشيفا، حيث انتقلت هي وديمينغ في عام 1960. بين عامي 1958 و1963، عملت دالي محققة تابعة لجمعية القلب الأمريكية.